# 中山町
中山町（日语：／ Nakayama machi */?）是位於日本山形縣中部的町。最上川流經其北部邊界並往北流。當地在江戶時代因最上川的河運而繁榮。現今因中山町周邊的地區正開發成為山形市的通勤城鎮，因此境內也陸續興建許多住宅區。當地也是芋煮會的發源地。

## 地理
中山町西部坐落著出羽丘陵的山岳，海拔較低但山勢陡峭。東部地區為平坦地帶，是由須川與最上川的匯流處形成的三角地帶。須川流經東部邊界並往北注入最上川，發源於出羽丘陵的新堀川、石子澤川、不動澤川等河也流經町内或是其邊界，並在北邊與最上川匯流。

### 氣候
根據統計，2013年至2018年中山町的年均溫約為12℃，年均降雨量則約1189毫米。梅雨季節和夏季會降下大雨，冬季則會受到西北季風的吹拂與降下大雪。

## 歷史
鎌倉時代，在承久之亂中戰敗的中山忠義與大江親廣逃至此地，並對當地進行開發。鎌倉時代末期，當地在沼尻郷興建長崎館，並由中山繼信擔任長崎館城主。室町時代，中山繼信之孫中山宗朝以長崎館為中心興建城下町。
戰國時代，中山氏的領地為12個村共8000石，是村山地方的豪族之一。但元和8年（1623年）最上氏遭到江戶幕府改易之後，長崎館遭到廢除，其周邊的領地由山形藩藩主鳥居忠政管轄。江戶時代，當地因利用最上川載運物資的北前船河運而繁榮。在最上川開闢新的河運航路之前，當時的長崎地區是最上川河運的終點站。船隻從日本的內陸地區運來稻米與紅花等貨物，從京都運來的貨物則帶回上方地區的衣裳、蚊帳與人形娃娃等。
明治22年（1889年），長崎村、達磨寺村、向新田村3村合併成最上村，岡村、土橋村、柳澤村、金澤村、小鹽村5村則合併成豐田村。明治30年（1897年）最上村改為長崎町。昭和29年（1954年）10月1日，長崎町與豐田村合併成現今的中山町。

## 行政
中山町現任町長為第3次連任的佐藤俊晴。佐藤俊晴自2015年當選町長後便連任至今。

## 經濟
根據2015年的調查顯示，中山町從事第一級產業的就業人口比例為11.2％，從事第二級產業的就業人口比例為30.6％，剩下的58.2％則從事第三級產業。農業方面，當地生產稻米、水果、花卉等農產品，但耕地受到都市化的影響而逐漸減少。工業則以飲料、食品與一般機械器材等相關產業為中心，其製造品出貨額約佔中山町製造品出貨總額的80%。

## 交通
國道112號、國道458號與山形自動車道以南北向通過境內，最靠近中山町的交流道是寒河江IC。鐵路方面，JR東日本的左澤線也以南北向通過中山町，並在境內設置羽前長崎站和羽前金澤站。